# Дорошенко Михайло Іванович
Миха́йло Іва́нович Дороше́нко (*20 жовтня 1956, с. Хоружівка, Недригайлівський район, Сумська область) — український журналіст, головний редактор та політичний діяч. Член Національної спілки журналістів України.

## Життєпис
Народився в селі на Сумщині, де закінчив Хоружівську середню школу. Здобув вищу освіту на факультеті журналістики Київського університету імені Т. Г. Шевченка.
З 1980 року працював кореспондентом, а згодом завідувачем відділу в газеті «Молодь України».
З 1984 року — інструктор сектору преси ЦК ЛКСМУ. Згодом — заступник головного редактора газети «Радянська Україна».
З 1991 року — працівник редакції газети «Україна молода».
1994—1995  р.р — прессекретар Президента України.
1999  року — керівник пресцентру виборчого штабу Леоніда Кучми на виборах Президента.
2000—2001  р.р— радник прем'єр-міністра Віктора Ющенка на громадських засадах.
З 1995 р. року — головний редактор газети «Україна молода», згодом також директор ПП «Україна молода».
Балотувався як кандидат у народні депутати України за виборчим списком політичної партії «Наша Україна» (2012).
Одружений, має трьох дітей.

## Громадська діяльність
На початку 2000-х років був членом Комісії з журналістської етики.
Був секретарем НСЖУ (2007—2012).

## Нагороди
- Почесне звання «Заслужений журналіст Української РСР» (1991)[5]
- Почесна відзнака Президента України (1996)

Проєкт «Україна молода: 30-й рік Незалежності» (головний редактор Михайло Дорошенко) став переможцем творчого конкурсу НСЖУ в номінації «Журналістська акція» (2021).